# Unió Musical de Benidorm
La Unió Musical de Benidorm és una societat musical de Benidorm (la Marina Baixa) que compta amb escola de música, banda juvenil, banda simfònica, cor i orquestra de corda. Gaudeix de la medalla corporativa com a primera entitat cultural de Benidorm.

## Història
Es fundà el 3 de juny de 1926 amb el mestre Vives com a director. Posteriorment, per desavinences entre els membres, es van formar dues bandes que van desaparèixer en començar la Guerra Civil. L'any 1942 es torna a fundar la Unió Musical, que és la que s'ha perpetuat fins a l'actualitat.
En l'actualitat, la banda simfònica compta amb 106 músics i amb un centenar d'educands de l'escola. Participa en nombrosos actes i festivitats de la localitat en forma de cercaviles, concerts, processons i desfilades durant tot l'any.

## Premis i actuacions
- Premi provincial i autonòmic de bandes de primera categoria de la Comunitat Valenciana l'any 1993.
- Primer premi en el XXVII Certamen Autonòmic de Bandes de la Comunitat Valenciana en la secció primera l'any 2005.
- Primer premi en el XXVII Certamen de Marxes Mores i Cristianes d'Elda l'any 2012.[2]
- Actuació en el Gran Casino de Dauville (França).
- Concert a la Torre Montparnasse de París.
- Participació en el festival de bandes de Loures (Portugal).
- Actuació davant de Joan Pau II en l'estadi Santiago Bernabeu.
- Actuació conjunta amb Manolo Escobar a Roquetas de Mar l'any 2005.
- Actuació en el Palau de les Arts Reina Sofia de València en el cicle "Les bandes a les Arts".[3]

## Discografia
- Nuestra música. Benidorm, música i festa. Any 2000
- 10 anys de Moros i Cristians a Benidorm